# Two Suns in the Sunset
Two Suns in the Sunset (talvolta chiamata semplicemente Two Suns anche dallo stesso autore, come riportato sul retro del 33 giri, nella sezione crediti a musicisti esterni) è l'ultima traccia dell'album The Final Cut dei Pink Floyd, uscito nel 1983.
Essendo l'ultimo brano di un concept album, ha il compito di far riflettere l'ascoltatore sulla storia appena raccontata dall'autore.

## Significato
Il testo, prepotentemente immaginifico, esprime la grande paura del ripetersi di un conflitto mondiale nucleare, con la morte di milioni di persone innocenti: [...]I suffer premonitions / confirm suspicions / of the holocaust to come (Mi tormentano le premonizioni, confermano i sospetti dell'olocausto ([nucleare]) che arriverà).
L'esplosione della bomba nucleare è descritta dai versi (The rusty wire that holds the cork / That keeps the anger in / Gives way, and suddendly it's day, again), cioè "Il filo arrugginito che tiene fermo il tappo della rabbia si spezza, e di colpo è di nuovo giorno". La sfera di fuoco dell'esplosione ispira l'immagine di due soli al tramonto: The sun is in the east / Even though the day is done / Two suns in the sunset / Could be the human race is run (C'è il sole a est anche se il giorno è finito. Due soli al tramonto, che la razza umana sia terminata?).
Il verso che segue descrive l'attimo di paura provato al momento dell'esplosione: "Like the moment when the brakes lock / And you slide towards the big truck / You stretch the frozen moment with your fear" (Come nel momento in cui i freni si bloccano e ti vedi venir contro un grosso camion, la paura allunga e congela l'istante). I versi successivi sono gli ultimi pensieri prima della morte: le voci e le facce che non si vedranno mai più, e poi, tramite un riferimento alla canzone "The Gunner's Dream", il protagonista si rende conto che "il sogno del mitragliere", che sembrava realizzato con la fine della seconda guerra mondiale, è svanito per sempre. Una riflessione generale chiude questo album: Ashes and diamonds / Foe and friend / We were all equal in the end (Polvere e diamanti, nemici ed amici, siamo tutti uguali, in fondo. Oppure anche: nel momento della fine non ha fatto alcuna differenza).

## Musica
È un brano che a un primo ascolto sembra semplice e orecchiabile, ma cela in sé alcune particolarità.
Waters ha deciso di iniziare e terminare in 9/8, e pur rimanendo la maggior parte del brano in 4/4, vi sono numerosi passaggi in 7/8 e 3/8, il che genera un senso di disequilibrio nell'ascoltatore.
La calma apparente del brano, in contrasto con la precedente Not Now John, sembra celare il pericolo mortale raccontato dal testo. Solo negli ultimi versi si lascia prendere da accordi graffianti, per poi sfociare nel magnifico assolo di sassofono di Raphael Ravenscroft che, dolcemente, accompagna le ultime riflessioni dell'ascoltatore. La fine sfumata sembra quasi una provocazione dell'autore, come se volesse rendere consapevole ogni uomo del fatto che anche da lui dipende il futuro del mondo.

## Formazione
- Roger Waters – basso, voce, chitarra acustica
- Andy Newmark – batteria, percussioni
- Andy Bown – organo Hammond
- David Gilmour – chitarra solista
- Raphael Ravenscroft – sassofono tenore
- Michael Kamen – pianoforte